# Osera (Orense)
Osera (llamada oficialmente Santa María a Real de Oseira) es una parroquia y un lugar del municipio español de San Cristóbal de Cea, en la provincia de Orense, Galicia.

## Toponimia
La parroquia también es conocida por los nombres de Santa María la Real de Oseira y Santa María la Real de Osera.

## Historia
Hacia mediados del siglo XIX, la parroquia, ya por entonces perteneciente a Cea, tenía contabilizada una población de 1700 habitantes. Aparece descrita en el duodécimo volumen del Diccionario geográfico-estadístico-histórico de España y sus posesiones de Ultramar de Pascual Madoz con las siguientes palabras:

OSERA (Sta. Maria): felig. con título de v. en la prov. y dióc. de Orense (4 leg.), part. jud. de Señorin en Carballino (3), ayunt. de Cea. sit. al O. de la sierra de la Martiñá, en el estremo set. de la prov. y confines con las de Lugo y Pontevedra. Reinan con mas frecuencia los aires del N. y S.; el clima es algo frio, y las enfermedades comunes pulmonías, fiebres gástricas y escrófulas. Tiene mas de 300 casas, la mitad de mediana fáb. y comodidad, y las restantes de tierra y cubiertas de paja, distribuidas todas ellas en los l. de Agrosaneiro, Ardesende, Arenteiriño, Aspera, Bentela, Betar, Bustelo, Cabana, Cabreira, Casardemarias, Cazurraque, Cobelo, Confurco, Casanova, Costa, Gamoal, Lajas, Martiñá, San Martiño, Boula, Mirallos, Monteagudo, Mosteiron, Pieles, Pobodura, Odesma, Osera, Recobelo, Rico, Silvaboa, Tangil, Trabazos, Vales, Veiga, Veiga de Abajo, Villanfesta, Villarinofrio y Zamoiros. Hay tienda de paños y ropas, confitería, puesto público de carnes, vino, aceite y vinagre; estanco de tabacos, y escuela de primeras letras frecuentada por unos 30 niños, cuyo maestro está dotado con 1,100 rs. anuales pagados por el vecindario. La igl. parr. (Sta. Maria) se halla servida por un cura de térm. y presentacion nutual, y por varios sacerdotes enclaustrados: ocupa parte del suntuoso templo que en otro tiempo perteneció al monast. de Bernardos, cuya solidez, magnitud y riquezas le merecieron el justo renombre de Escorial de Galicia, y por lo tanto nos parece oportuno describirle con alguna atencion. [...] Confina el térm. de la felig. por N. con la de San Gregorio de Furco; al NE. con la de San Miguel de Buciños en el part. de Chantada, prov. de Lugo; por E. con Santa Eulalia de la Aguada del mismo part. y prov.; al SE. las de Santiago de Villamarin, y S. Roman de Viña; por S. con las de Sta. Eulalia de Pereda y San Cristóbal de Cea; al SO. con las de San Mamed de Canda, San Juan de Barran y San Pedro de Mosteiro; al O. las de Sta. Maria de Carballeda, Ntra. Sra. del Destierro y San Juan de Coiras, y al NO. con la de Santiago de Arnego, en el part. de Lalin, prov. de Pontevedra; de modo que dicho térm. tiene 6 1/2 leg. de circuito, estendiéndose en su mayor anchura de E. á O 21/2 leg., y de N. á S. 1/2. El terreno es arenisco, pedregoso y secano, escepto algunos trozos cercanos á las poblaciones que son de primera y segunda calidad. Cruza por esta parr. el r. Osera, que nace al principio de la elipse, formada segun digimos entre las sierras de Martiñá y Penabico; desaguan en dicho r. el riach. Pieles que baja desde lo alto de la Martiñá, y el Mosteiron que viene por el l. del mismo nombre, y otros varios arroyos que descienden de las alturas inmediatas, dirigiendo el espresado Osera al r. Abia despues de juntarse con el Lousado. Los caminos son locales y malos, por la mucha escabrosidad del terreno. prod.: centeno, patatas, maiz en gran cantidad, algun lino, hortaliza, legumbres, frutas, castañas, miel, maderas, leña y muchos pastos; se cria ganado vacuno, de cerda, ladar y cabrío; hay caza mayor y menor, lobos y algunos osos, de cuya circunstancia sin duda tomó el nombre el r. y la parr.; tambien se encuentra pesca de varias especies. ind.: la agrícola, gran número de molinos harineros, telares de lienzos ordinarios, dedicándose tambien los vec. á la arrieria y al oficio de canteros. comercio: estraccion de granos, miel, cera, ganados y lanas, é importacion de los géneros de vestir y comestibles que faltan en la felig. pobl.: 420 vecinos, 1,700 alm. contr.: con su ayunt. (V.). La fundacion de esta parr. data desde la misma época que la del monast., cuyos primeros monjes la principiaron á poblar por medio de colonos y dependientes: tiene por armas dos osos de pie y arrimados á un pino.
(Madoz, 1849, pp. 390-393)

## Organización territorial
La parroquia está formada por veinticinco entidades de población:

### Entidades de población
Entidades de población que forman parte de la parroquia:
- Arenteiriño
- Áspera
- Betar
- Boulla
- Cabana (A Cabana)
- Confurco
- Costa (A Costa)
- Gamoal (O Gamoal)
- Mirallos
- Osera (Oseira)
- Pieles (Pielas)
- Povadura (Pobadura)
- Río (O Río)
- San Martiño
- Silvaboa
- Tangil (Tanxil)
- Trabazos
- Veiga de Abajo (A Veiga de Abaixo)(Veiga de Abaixo)
- Veiga de Arriba (A Veiga de Arriba)
- Ventela (A Ventela)
- Vilarello
- Villanfesta (Vilanfesta)
- Villarinofrío (Vilariño Frío)(Vilariñofrío)

### Despoblados
Despoblados que forman parte de la parroquia:
- Casanova
- Covelo

## Demografía

### Parroquia
| Gráfica de evolución demográfica de Osera (parroquia) entre 2000 y 2023 |
|                                                                         |
| Datos según el nomenclátor publicado por el INE.                        |

### Lugar
| Gráfica de evolución demográfica de Osera (lugar) entre 2000 y 2023 |
|                                                                     |
| Datos según el nomenclátor publicado por el INE.                    |

## Patrimonio

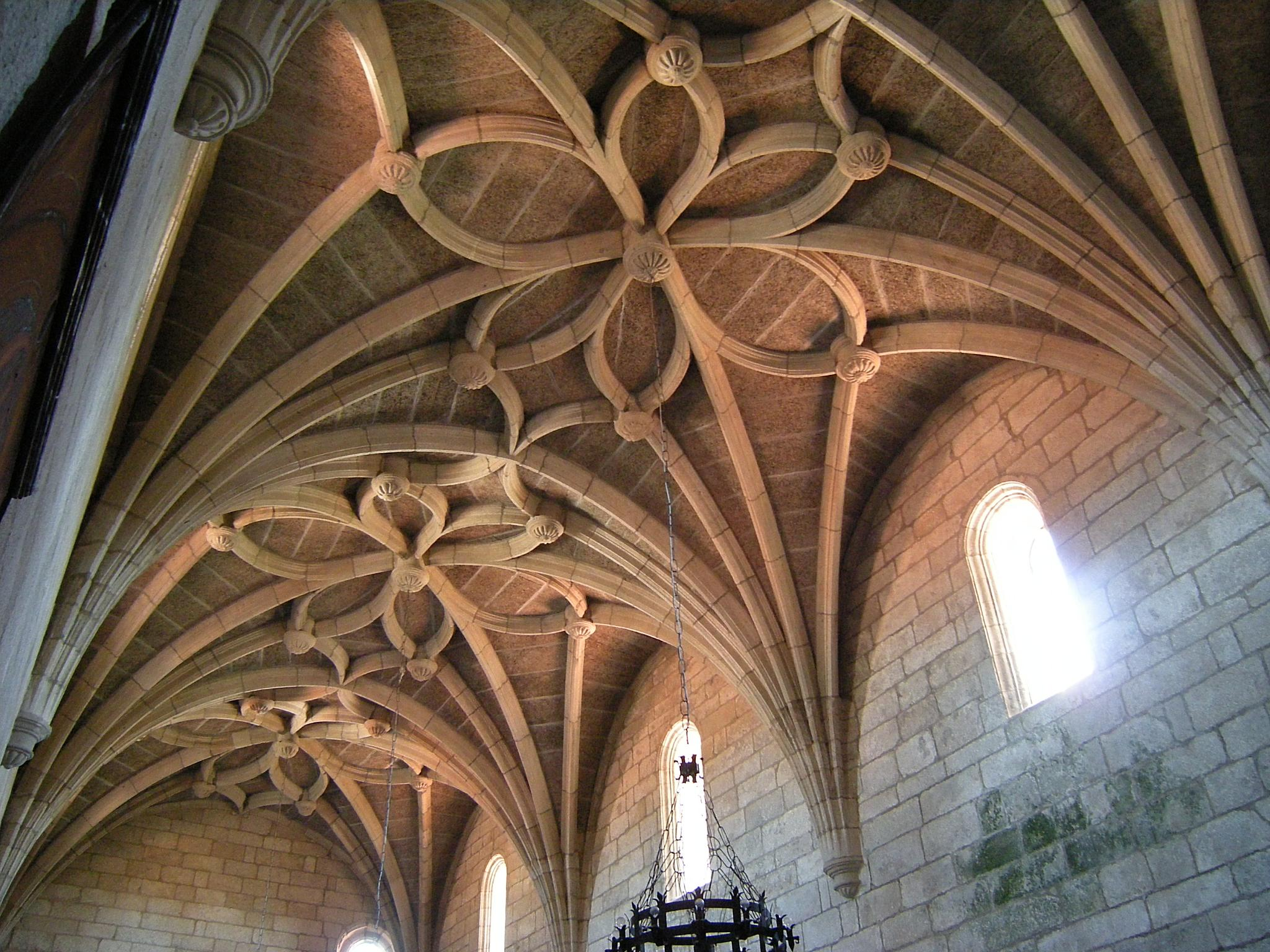
Interior del monasterio de Santa María la Real

Se encuentra en la parroquia el monasterio de Santa María la Real.